# 藏田知浩
藏田 知浩（くらた ともひろ、1993年10月16日 - ）は、日本の元ラグビー選手。

## プロフィール
- 兵庫県出身[1]。
- 現役時代のポジションはウィング(WTB)。
- 身長 180cm、体重 83kg
- ニックネームはクラ。
- 関西学生代表に選ばれたことがある[2]。

## 来歴
神戸市立鹿の子台小学校、神戸市立北神戸中学校を卒業。
2012年、報徳学園高校卒業後、立命館大学に入学する。
2015年、立命館大学のDFリーダーに就任した。
2016年、立命館大学卒業後、NTTドコモレッドハリケーンズ(現・NTTドコモレッドハリケーンズ大阪)に加入。同年10月22日に行われたトップウェストA第4節の中部電力戦にて先発出場で公式戦初出場を果たす。
2022年、現役を引退した。